# Рахімбабаєва Захра Рахімівна
Захра Рахімівна Рахімбабаєва (2 лютого 1923, місто Андижан, тепер Узбекистан — 7 березня 1992, місто Ташкент, Узбекистан) — радянська узбецька діячка, дипломат, секретар ЦК КП Узбекистану. Депутат Верховної ради Узбецької РСР. Депутат Верховної Ради СРСР 5—6-го скликань. Кандидат історичних наук.

## Життєпис
Народилася в родині службовця. З 1930 по 1940 рік навчалася в середній школі в місті Ташкенті.
Одночасно, з 1938 по 1940 рік — відповідальний виконавець відділу кадрів центрального управління народногосподарського обліку Держплану Узбецької РСР.
У 1940—1944 роках — студентка Ташкентського педагогічного інституту.
Одночасно, в 1940—1942 роках — інструктор центральної дитячої технічної станції міста Ташкента.
У 1942—1946 роках — інструктор відділу агітації та пропаганди Ташкентського обласного комітету ЛКСМ Узбекистану, секретар Ташкентського обласного комітету ЛКСМ Узбекистану.
Член ВКП(б) з 1946 року.
У 1946—1947 роках — заступник завідувача відділу агітації та пропаганди Ташкентського обласного комітету КП(б) Узбекистану.
З 1947 по 10 січня 1950 року — завідувач відділу по роботі серед жінок ЦК КП(б) Узбекистану.
10 березня 1950 — 1952 року — секретар ЦК КП(б) Узбекистану.
З вересня 1951 по 1954 рік — аспірантка Академії суспільних наук при ЦК КПРС.
З 1954 по січень 1956 року — 1-й заступник міністра культури Узбецької РСР.
28 січня 1956 — 13 липня 1963 року — секретар ЦК КП Узбекистану.
З 13 липня 1963 по 1967 рік — міністр культури Узбецької РСР.
У 1967—1973 роках — секретар Міжнародної демократичної федерації жінок — представник СРСР (штаб-квартира у місті Берліні).
У 1973—1977 роках — надзвичайний та повноважний радник—посланник посольства СРСР в Індії.
У 1977—1981 роках — заступник начальника Управління з культурного та економічного співробітництва з країнами Латинської Америки Міністерства закордонних справ СРСР. Кілька років була віцепрезидентом товариств радянсько-індійської та радянсько-мексиканської дружби.
З 1986 по 7 березня 1992 року — 1-й заступник голови президії Узбецького товариства із культурних зв'язків із співвітчизниками за кордоном «Ватан».
Померла 7 березня 1992 року в місті Ташкенті.

## Нагороди
- три ордени Трудового Червоного Прапора (16.01.1950; 1957; 7.03.1960)
- медаль «За трудову доблесть» (1965)
- медалі
- Заслужений працівник культури Узбецької РСР